# Budismo no Brasil
O Budismo no Brasil tem características singulares em relação ao de outros países. O país abriga a maior colônia de japoneses e descendentes fora do Japão, e essa comunidade nipônica trouxe, consigo, uma variedade de sacerdotes e instrutores budistas em distribuição significativamente diferente da que existe no Japão. No entanto, o budismo é relativamente pouco difundido entre os atuais descendentes de japoneses no Brasil, que, em sua maioria, são católicos. Também há escolas que vieram a partir da crescente busca ocidental pelo budismo, como o budismo Theravada, o budismo tibetano e o budismo kadampa.

## Vertentes budistas no Brasil

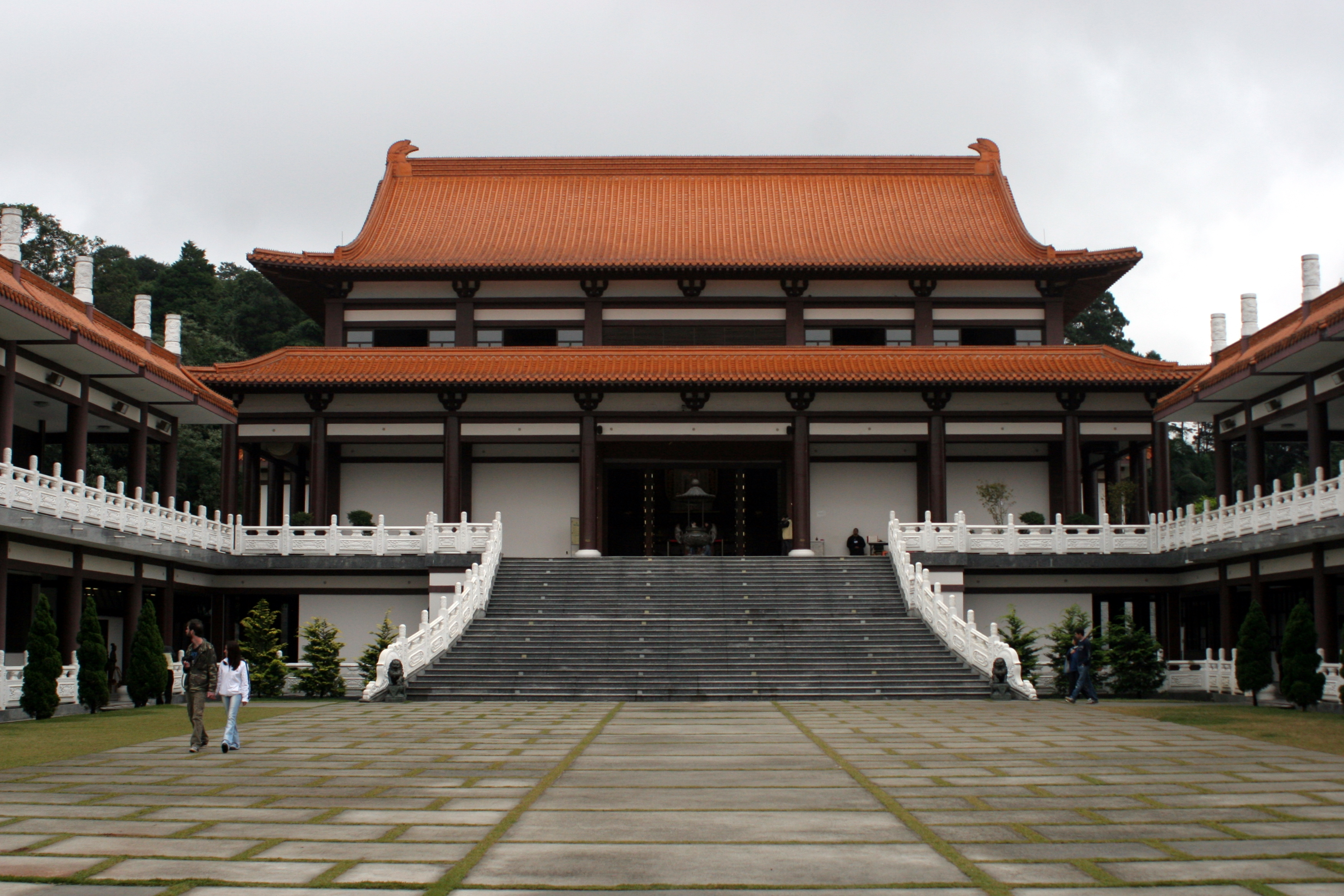
Templo budista Zu Lai em Cotia, em São Paulo

No Brasil, as escolas ligadas ao mestre budista japonês Nichiren tiveram um crescimento significativo, principalmente por atrairem não apenas descendentes de japoneses. Exemplo de seitas ligadas a Nitiren são a Soka Gakkai, o budismo primordial HBS (Honmon Butsuryu-Shu), e a Nichiren Shu. O budismo no Brasil ainda é representado pelas escolas tibetanas (Vajrayana), Soto Zen, Theravada, pela Nova Tradição Kadampa (Budismo Mahayana) e pelo budismo Terra Pura representado pela escola Jodo Shinshu (Budismo Shin) da Ordem Otani-Ha (Higashi Honganji) e da Ordem Honganji-Ha (Nishi Honganji), e  pela escola Jodo Shu (Budismo Jodo).[carece de fontes?]
A Sociedade Budista do Brasil fundada em 1955 (Rio de Janeiro), junto com a Casa de Dharma (São Paulo), o Centro Nalanda (Belo Horizonte) são os principais grupos difusores do Budismo Theravada no Brasil. Recentemente foi iniciado o mosteiro Sudhavari, de linhagem Theravada tailandesa, em Minas Gerais 

## Budismo em crescimento no país
Dados do censo brasileiro de 2010 do Instituto Brasileiro de Geografia e Estatística apontam para um crescimento do número de seguidores. Segundo os dados, em 2010 o Brasil contava com 243 966 praticantes do budismo. Um estudo de 2004 assinalou a crescente conversão ao budismo de brasileiros não descendentes de japoneses.